# Хуан Карлос Онганіа
Хуа́н Ка́рлос Онгані́а (ісп. Juan Carlos Onganía, *17 березня 1914 — †8 червня 1995) — аргентинський військовик, який фактично займав посаду президента Аргентини у 1966—1970 роках.
Коли військовики скинули радикального президента Ільїю і замінили його на генерала Хуана Карлоса Онганію, вони перервали республіканський лад, що привело країну до насильства 1970-х і подальшої кризи.

## Економічна та соціальна політика
Онганія хотів встановити в Аргентині патерналістську диктатуру за зразком іспанського Франсіско Франко. У той час коли попередні військові перевороти в Аргентині були спрямовані на створення тимчасового перехідного уряду військової хунти, Аргентинська революція на чолі з Онганіа була спрямована на створення нового політичного і соціального ладу, протиставляючи його ліберальній демократії та комунізму, які дозволили військовикам посісти провідні пости у політичному та фінансовому житті країни. Політолог Гільєрмо О'Доннелл назвав цей тип політичного режиму «авторитарно-бюрократичною державою», це стосувалось також і бразильського військового режиму (1964—1985), режимів Августо Піночета (починаючи з 1973 року) та Хуана Марії Бордаберрі в Уругваї.
Як військовий диктатор Онганіа призупинив діяльність політичних партій та провадив політику партисіпасіонізму, за якої представники різних зацікавлених груп, таких як промисловці, сільськогосподарські працівники тощо, формували комітети для консультацій з урядом. Тим не менше ці комітети призначав сам диктатор. Онганіа також призупинив чинність права на страйки. В економіці та соціальній галузі він дотримувався корпоратистських принципів.
Міністр економіки в уряді Онганіа Адальберт Крегер Васена оголосив про заморожування зарплатні (через 30 % інфляцію) та 40 % девальвацію, що вкрай негативно вплинуло на стан аргентинської економіки (зокрема сільського господарства) на користь іноземного капіталу. Крегер Васена також призупинив дію колективних трудових договорів, провів реформу в галузі видобутку корисних копалин, що призвело до появи часткової монополії державних підприємств у цій галузі, та підписав закон про висилку орендарів з країни у разі несплати орендної платні.

## Політика у галузі культури та освіти

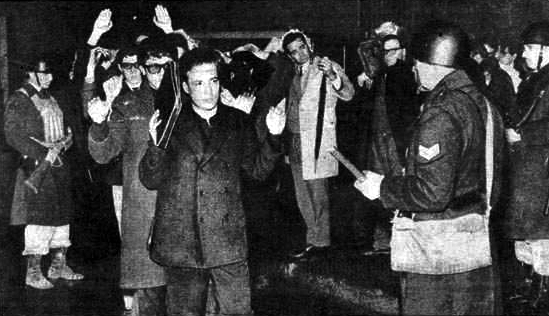
Ніч довгих кийків, побиття студентів Університету Буенос-Айреса

Правління Онганіа ознаменувало кінець автономії університетів, яку було встановлено в результаті університетської реформи 1918 року.
Менше ніж за місяць перебування на посту глави держави Онганіа став відповідальним за так звану Ніч довгих кийків, коли було порушено автономію університетів, під час якої було віддано наказ поліції вдертись на один з факультетів Університету Буенос-Айреса. В результаті багато студентів та викладачів були побиті та заарештовані. Багато хто з них був змушений пізніше залишити країну, що спричинило «відтік мізків», що вчений світ Аргентини відчуває донині.
Онганія запровадив жорстку цензуру, яка охопила пресу та всі культурні прояви, такі як кіно, театр і навіть поезію.
За наказом Онганіа також проводились репресії за принципами «імморалізму», що забороняли носіння міні-спідниць, довгого волосся для хлопців й усі авангардні рухи. Ця моральна кампанія спричинила радикалізацію середнього класу, представники якого були масово присутні в аргентинських університетах.

## Протести
Зрештою в армії з'явились фракції, які виступали за обмеження влади Онганіа. Таким чином, наприкінці травня 1968 року генерал Хуліо Алсогарай висловив непокору уряду Онганіа, з'явились чутки про державний переворот. Зрештою, Онганіа звільнив керівників армії: Алехандро Агустін Лануссе замінив Хуліо Алсогарая, Педро Гнаві замінив Беніньйо Варела та Хорхе Мартінес Сувірія замінив Адольфо Альвареса.
Окрім того, диктаторський режим Онганіа було послаблено в результаті масового повстання робітників і студентів, яке охопило усю країну, зокрема народні виступи відбувались у Кордові та Росаріо.
Врешті-решт група на чолі з генералом Алехандро Агустін Лануссе зажадала відставки Онганіа. Коли ж той відмовився, його було скинуто військовою хунтою.